# Цепенков, Марко
Марко Костов Цепенков (род. 1829, Прилеп, Османская империя — 29 декабря 1920 София, Болгария) — болгарский этнолог и фольклорист, выдающихся собиратель македонской устного народного творчества. Автор стихотворений, песен, драмы «Чёрный воевода».
Имя Цепенкова носит Институт фольклора при университете Скопье.